# لیک‌وود (اوهایو)
لیک‌وود(به انگلیسی: Lakewood) شهری در ایالت اوهایو کشور ایالات متحده آمریکا است که جمعیت آن در سرشماری سال ۲۰۱۰ میلادی، ۵۲٬۱۳۱ نفر بوده‌است.